# Lingua meskwaki
La lingua meskwaki (o Sauk-Fox) è una lingua parlata in Oklahoma, Iowa, Kansas e Nebraska, dai Sauk e dai Meskwaki (o Fox).
Attualmente i locutori, sono circa 200 (su una popolazione etnica di 760 persone), quasi tutti di età avanzata, quindi la lingua corre un grave pericolo d'estinzione, infatti, come molte delle lingue amerinde nordamericane, soffre del processo di deriva linguistica verso l'inglese, per cui i giovani parlano quest'ultimo idioma a scapito di quelli tradizionali.

## Classificazione interna
Il meskwaki, fino al XIXe secolo, era parlato nella zona dell'attuale Wisconsin. Appartiene alla famiglia linguistica delle lingue algonchine, ramo lingue fox. Questo ramo è formato da due sole lingue, molto simili, per cui secondo alcuni si tratterebbe di due dialetti di una sola lingua:
- Lingua meskwaki
- Lingua kickapoo

## Fonologia

### Consonanti
|             | Bilabiale | Dentale | Alveolare | Palatale | Velare | Glottale |
| ----------- | --------- | ------- | --------- | -------- | ------ | -------- |
| Occlusive   | p [p]     | t [t]   |           |          | k [k]  | ʔ [ʔ]    |
| Fricative   |           |         | s [s]     | š [ʃ]    |        | h [h]    |
| Affricate   |           |         |           | c [t͡ʃ]   |        |          |
| Nasali      | m [m]     | n [n]   |           |          |        |          |
| Semi-vocali | w [w]     |         |           | y [j]    |        |          |

### Vocali
|        | Anteriore     | Centrale | Posteriore    |
| ------ | ------------- | -------- | ------------- |
| Chiuse | i [i] ii [iː] |          |               |
| Medie  | e [ɛ] ee [ɛː] |          | o [o] oo [oː] |
| Aperte |               | a [a] aa | [aː]          |